# War War War
War War War ist das vierte Soloalbum von Country Joe McDonald. Es wurde im Jahr 1971 veröffentlicht, und er vertonte darin Gedichte über den Ersten Weltkrieg von Robert W. Service. Bei Allmusic erhielt das Album drei von fünf Sternen, in den Billboard 200 erreichte es Platz 185.
37 Jahre nach dem ersten Erscheinen des Albums ließ der 66-jährige McDonald im Jahr 2008 eine Liveversion folgen (War War War Live).

## Titelliste
1. Foreword – 4:39
2. The Call  – 2:35
3. Young Fellow, My Lad – 3:47
4. The Man from Athabaska – 6:28
5. The Munition Maker – 4:22
6. The Twins – 1:53
7. Jean Desprez – 9:48
8. War Widow   – 2:02
9. The March of the Dead – 6:27

## Instrumente
War War War gehört zu den Alben, die McDonald ohne Begleitung anderer Musiker aufführte. Meistens sang er zur Gitarre, aber er verwendete auch Mundharmonika, Orgel und Tamburin.